# La Nopalera, Axochiapan
La Nopalera är en ort i Mexiko.   Den ligger i kommunen Axochiapan och delstaten Morelos, i den sydöstra delen av landet, 100 km söder om huvudstaden Mexico City. La Nopalera ligger 1 097 meter över havet och antalet invånare är 200.
Terrängen runt La Nopalera är platt åt sydväst, men åt nordost är den kuperad. Runt La Nopalera är det ganska tätbefolkat, med 179 invånare per kvadratkilometer. Närmaste större samhälle är Axochiapan, 7,7 km söder om La Nopalera. I omgivningarna runt La Nopalera växer huvudsakligen savannskog.